# Riaño (Langreo)
Riaño (en asturiano y oficialmente Riañu) es una parroquia del municipio asturiano de Langreo y uno de los seis distritos urbanos que forman la ciudad del mismo nombre.

## Historia
En la década de 1960 se proyecta el actual polígono residencial de Riaño, que comienza su construcción bajo la alcaldía de Antonio García Lago, urbanizando extensas tierras dedicadas a la agricultura para así descongestionar los núcleos urbanos de Langreo, que en ese momento conocieron el mayor repunte demográfico de su historia (70.000 habitantes en 1965). Hasta entonces la población más grande de la parroquia era Villa. La parroquia cuenta actualmente con 4.800 habitantes en 2009, de los cuales unos 4.000 residen en el distrito urbano. 
En 1978 se inaugura en Riaño Hospital Valle del Nalón que da cobertura a toda la comarca. Posee también casa de cultura, centro de salud, polideportivo, dos colegios públicos y una residencia geriátrica pública. Se sitúa a unos 3 km de La Felguera, unido a esta por una senda peatonal que atraviesa Barros. Las fiestas patronales son el primer fin de semana de septiembre. Otras poblaciones de la parroquia son Villa, Peña Rubia, Frieres o El Viso.

### Patrimonio

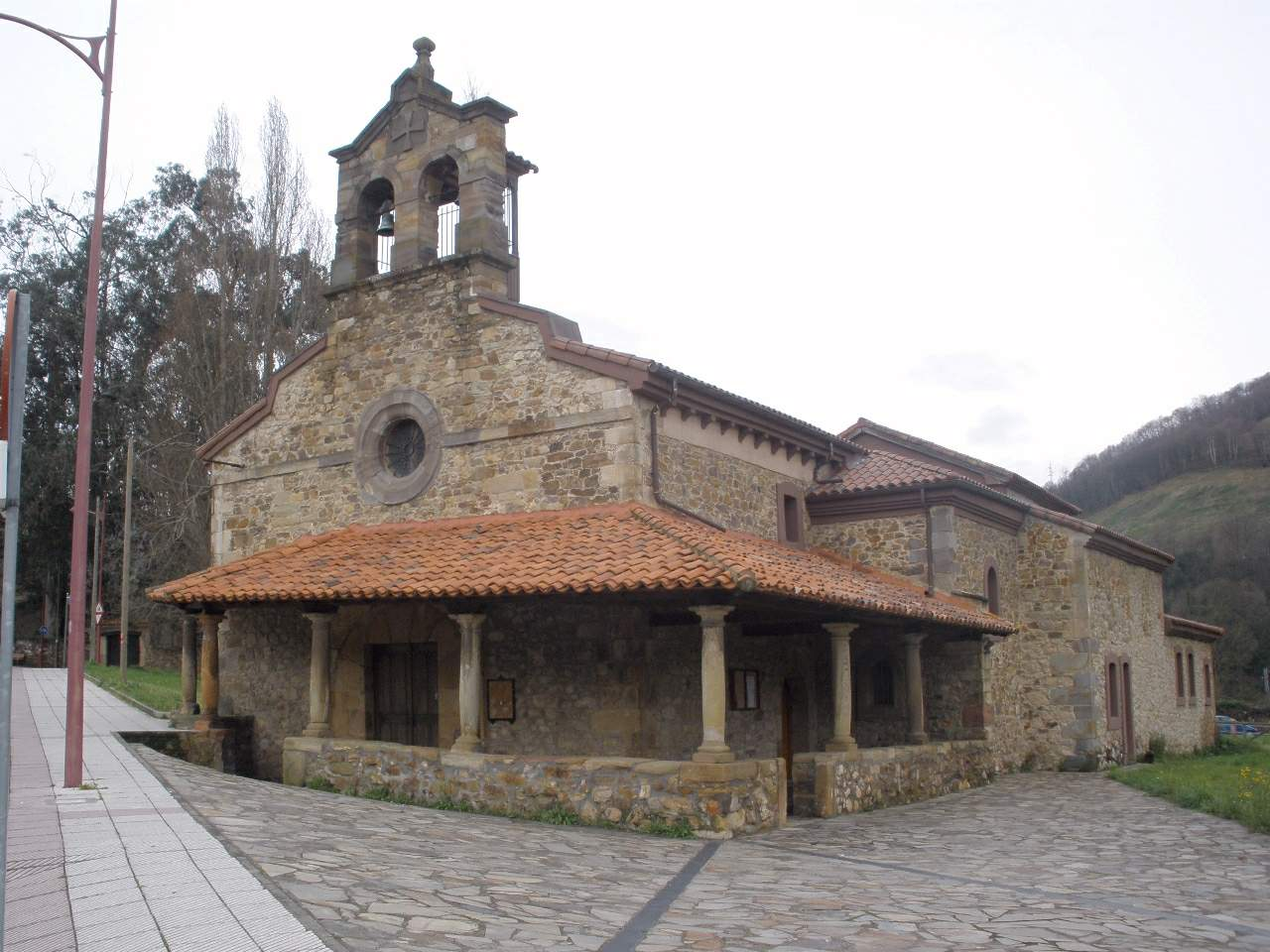
Iglesia de San Martín

Entre los bloques de edificios existen varias elementos singulares que dan testimonio del pasado pre-urbano de la parroquia, como la iglesia de San Martín, del siglo XVII, la Casa de Los Dorado y una torre medieval del siglo XI, y el Palacio de Camposagrado y Torre de Villa (ambos declarados Bien de Interés Cultural). Más reciente también destaca la antigua casa cuartel de la Guardia Civil. En el territorio rural de la parroquia existe un yacimiento arqueológico llamado el Castiello de Rionda, y unas antiguas cuevas (Frieres) donde se encontraron materiales de sílex y cuarcita que nunca han permitido datar la antigüedad del yacimiento. En Frieres se construyó en el siglo XVIII el primer horno de coque de España.

### Comunicaciones
Riaño se comunica con Mieres y Gijón por medio de la autovía AS-I (también llamada Autovía Minera), con Langreo y el resto de localidades del Valle del Nalón por la AS-17, y con Oviedo por la AS-116, además de por la ya mencionada AS-I.
Cerca de Riaño se encuentra un apeadero de Renfe de Peña Rubia, que conecta con El Entrego, Oviedo, Avilés. En Riaño se encuentra el fin de la línea de los autobuses urbanos de Langreo ("Villa-Laviana") que salen con una frecuencia de 20 minutos entre semana, y fines de semana y festivos cada 30 minutos. También tiene paradas de los autobuses que van a Oviedo y Gijón.

### Deporte
Riaño cuenta con el equipo de fútbol del Colegio Nacional Riaño Club de Fútbol. En el año 2010 su estadio el "Peña Villa" fue reformado contando en la actualidad con un terreno de juego de césped artificial. Cuenta con una bolera donde entrena y compite la Peña Bolística de Riaño. La población cuenta con un polideportivo con cancha cubierta, piscina, gimnasio y pistas de tenis. Fue reinaugurado en 2018 tras ocho años cerrado.